# Tito Gómez (actor)
Mario Horacio Gómez Alzuarena, conocido como Tito Gómez (Córdoba; 19 de agosto de 1920 - Buenos Aires; 11 de diciembre de 2000) fue un actor argentino de cine de larga trayectoria.
Su debut en el cine en la película Y mañana serán hombres, con un fuerte impacto en su carrera.
Luego vinieron filmes como La pequeña señora de Pérez.
Con Mirtha Legrand y Juan Carlos Torry.
Sus trabajos estuvieron ligados a la productora Lumiton, en varios de los cuales estuvo dirigido por Carlos Hugo Christensen y Carlos Borcosque. 
En 1948 actuó en el filme Ángeles de uniforme, donde también hizo la producción, cuya exhibición fue prohibida por el subsecretario de Información y Prensa Raúl Apold.
Cabe aclarar, que nunca fue perseguido por el peronismo.
El se reivindicó siempre peronista.
Esta película tuvo la mala suerte de ver la luz, en medio del intento de golpe y bombardeo de plaza de Mayo.
No tenía nada que ver con eso, de hecho, el actor 20 años después se exilio perseguido por Peronista.
También actuó en filmes de Chile - El último guapo  (1947) -  y de México - Por ellas aunque mal paguen   (1952).
A fines de la década de 1950 protagonizó Soldado Gómez Tito, cordobés y conscripto, un conocido  radioteatro de 15 minutos diarios de duración que se difundía por Radio Belgrano en horas del mediodía con libretos de Máximo Aguirre. Más adelante fue director de Cultura en la provincia de Formosa.
También ocupó el cargo de Director de LV.3 Córdoba.
En el año 1975 fue amenazado por la triple AAA. ALIANZA ARGENTINA ANTICOMUNISTA.
Y partió al exilio a Paraguay.
Regreso en 1980.
Comenzó a trabajar en TV junto a Porcel y Olmedo.
Esto duró unos meses, hasta que un militar a cargo del canal, lo dejó sin trabajo por su condición de Peronista.
Grabó una película más, junto a Enzo Viena para luego retirarse y dedicarse a escribir.
Realizó un libro para niños, IMPOSIBLE IGNORAR EL CIELO que trata sobre un niño que quiere saber si los animales tienen alma.

## Filmografía
Actor
- No apto para menores Inédita (1979)
- Patolandia nuclear (1978)
- La bastarda (1972) …Acosador
- Historia de una carta (1957)
- Música, alegría y amor (1956)
- Cubitos de hielo (1956)
- Por ellas aunque mal paguen   (1952) (México)
- Ángeles de uniforme Inédita (1949)
- La locura de don Juan (1948) …Cándido
- Una atrevida aventurita (1948)
- Novio, marido y amante (1948)
- Con el diablo en el cuerpo (1947)
- El último guapo (1947)  (Chile)
- Adán y la serpiente (1946)
- La señora de Pérez se divorcia (1945)
- Se rematan ilusiones (1944)
- La pequeña señora de Pérez (1944)
- El espejo (1943)
- Casi un sueño (1943)
- Cada hogar, un mundo (1942)
- 27 millones (1942)
- La novia de los forasteros (1942)
- El viaje (1942)
- El más infeliz del pueblo (1941)
- El hijo del barrio (1940) (no acreditado)
- Fragata Sarmiento (1940)
- Los ojazos de mi negra (1940)
- De México llegó el amor (1940)
- Flecha de oro (1940)
- Nosotros… los muchachos (1940)
- ... Y mañana serán hombres (1939) … El Cordobés
- Atorrante (La venganza de la tierra) (1939)

Productor
- Ángeles de uniforme Inédita (1949)